# Mark Tully
Mark Tully (ur. 24 października 1935 w Kalkucie jako William Mark Tully) – dziennikarz i pisarz brytyjski. Trzydzieści lat pracował jako korespondent dla radia BBC w Indiach, 20 lat (do rezygnacji w 1994 roku) jako szef biura BBC w Delhi.
W roku 1956 rozpoczął studia w Trinity Hall na Uniwersytecie Cambridge . Został odznaczony Orderem Imperium Brytyjskiego.

## Książki
- India Amritsar: Mrs Gandhi's Last Battle (1985) (współautor Satish Jacob) – na temat ataku indyjskiej armii na sikhijskich ekstremistów (w Złotej Świątyni w Amritsarze)
- Raj to Rajiv: 40 Years of Indian Independence (inny tytuł: India: Forty Years of Independence; współautor Zareer Masani)
- No Full Stops in India (1988) – zbiór dziennikarskich esejów
- Serce Indii (The Heart of India; opowiadania z 1995)
- India in Slow Motion (2002; współautor Gillian Wright).
- India's Unending Journey (2008)
- India: The Road Ahead- inny tytuł Non-Stop India (2011)

Ponadto:
- The Lives of Jesus (1996)
- Mother (1992) o Matce Teresie

## Nagrody i odznaczenia
- 1985 - Oficer Orderu (Order Imperium Brytyjskiego
- 1992 - Order Padma Shri
- 2002 - Rycerz Komandor Orderu ((Order Imperium Brytyjskiego), prawo do tytułu sir[2]
- 2005 - Order Padma Bhushan[3]